# Алмейда Сантуш, Антониу де
Анто́ниу де Алме́йда Са́нтуш (порт. António de Almeida Santos; 15 февраля 1926, Кабеса, Сея, Португалия — 18 января 2016, Оэйраш-и-Сан-Жулиан-да-Барра, Португалия) — португальский адвокат и государственный деятель, президент Национальной Ассамблеи (1995—2002).

## Биография
В 1950 г. окончил юридический факультет Коимбрского университета. В Коимбра он был также известным гитаристом. С 1953 г. в течение 20 лет работал юристом в мозамбикском городе Лоуренсу Маркиш (ныне Мапуту).
Входил в Демократическую группу Мозамбика и дважды был на выборах в Национальную Ассамблею в списке демократической оппозиции. Однако оба раза его исключали из списков для голосования в соответствии с «Законом о колониальной администрации».
Вернулся в Португалию после «Революция гвоздик» в апреле 1974 г. По предложению президента Антониу Спинолы начал политическую карьеру. В составе Временного правительства занимал пост министра по вопросам межтерриториальной координации, в 6-м временном правительстве — министра социальных коммуникаций.
- 1976—1977 гг. — министр юстиции,
- 1978 г. — помощник премьер-министра,
- 1982 г. — министр без портфеля. Сыграл важную роль в конституционной реформе 1982 г., упразднившей Революционный совет Португалии,
- 1983—1985 гг. — государственный министр Португалии по делам парламента.

В 1985 г. находился во главе партийного списка на парламентских выборах, когда социалисты потерпели поражение от социал-демократов.
В 1995—2002 гг. — президент Национальной Ассамблеи Португалии.
В 1986 г. исполнял обязанности Генерального секретаря Социалистической партии.
С 1985 по 2002 гг. — президент Социалистической партии, затем — почетный президент.
С 1985 г. до своей смерти являлся членом Государственного совета Португалии.
Был автором ряда книг по правовой и политической тематике. Принадлежал к английской масонской ложе.

## Награды и звания
- Командор ордена Заслуг Кот-д’Ивуара (1991)
- Большой крест орден Заслуг перед Республикой Польша (1997)
- Большой крест ордена Свободы (2004)
- Большой крест Военного ордена Христа (2008)
- Большой крест ордена Инфанта дона Энрике (2017, посмертно).